# Miss Universo Camboya
Miss Universo Camboya (en camboyano: បវរកញ្ញាចក្រវាលកម្ពុជា, romanizado: bavorokanhnhea chakraval kampouchea) es un concurso de belleza nacional en Camboya. Se encarga de seleccionar a la representante del país para el concurso Miss Universo.

## Ganadoras
| Año  | Miss Universo Camboya | 1.ª finalista  | 2.ª finalista             | 3.ª finalista                     | 4.ª finalista                     | Recinto sede                      | N.º de candidatas |
| ---- | --------------------- | -------------- | ------------------------- | --------------------------------- | --------------------------------- | --------------------------------- | ----------------- |
| 2019 | Somnang Alyna         | Thoung Mala    | John Sotima               | Pokimtheng Sothida                | Kachnak Thyda Bon                 | Teatro NABA, Naga 2, Phnom Penh   | 25                |
| 2020 | Sarita Reth           | Raksa Chhun    | Dy Sorakheta              | Raksa Neth                        | Somanika Suon                     | Teatro NABA, Naga 2, Phnom Penh   | 20                |
| 2021 | Ngin Marady           | Chhon Sreynet  | Sim Margaret Pich Chornai | Estos puestos no fueron otorgados | Estos puestos no fueron otorgados | Teatro NABA, Naga 2, Phnom Penh   | 19                |
| 2022 | Manita Hang           | Heng Sothnisay | Heng Bonika               | Ratana Sokhavatey                 | Hun Geklang                       | Bayon TV Steung Meanchey, Nom Pen | 20                |
| 2023 | Sotima John           | Sai Fhon       | Bormey Vannak             | Pisey Channa                      | Kolianne Maifait                  | Bayon TV Steung Meanchey, Nom Pen | 35                |
| 2024 | Davin Prasath         |                |                           |                                   |                                   |                                   | 5                 |

## Representación internacional
: Declarada como ganadora
     : Terminó como finalista
     : Terminó como una de las semifinalistas o cuartofinalistas
     : Terminó como ganadora de premios especiales
Hasta 2018, el concurso Miss Camboya era el encargado de seleccionar a la representante camboyana para Miss Universo. En 2019, Miss Universo Camboya fue creado y envía representantes al concurso desde entonces.
| Año  | Provincia    | Miss Universo Camboya | Título nacional            | Posición en Miss Universo | Premios especiales            |
| ---- | ------------ | --------------------- | -------------------------- | ------------------------- | ----------------------------- |
| 2025 | designada    | TBA                   | TBA                        | por definir               |                               |
| 2024 | Nom Pen      | Davin Prasath         | Miss Universo Camboya 2024 | Top 30                    | - Voice for Change (ganadora) |
| 2023 | Kompung Cham | Sotima John           | Miss Universo Camboya 2023 | No clasificó              |                               |
| 2022 | Nom Pen      | Manita Hang           | Miss Universo Camboya 2022 | No clasificó              |                               |
| 2021 | Nom Pen      | Ngin Marady           | Miss Universo Camboya 2021 | No clasificó              |                               |
| 2020 | Nom Pen      | Sarita Reth           | Miss Universo Camboya 2020 | No clasificó              |                               |
| 2019 | Nom Pen      | Somnang Alyna         | Miss Universo Camboya 2019 | No clasificó              |                               |
| 2018 | Kompung Cham | Rern Sinat            | Miss Camboya 2017          | No clasificó              |                               |
| 2017 | Nom Pen      | By Sotheary           | Miss Camboya 2016          | No clasificó              |                               |